# Glypta aclerivora
Glypta aclerivora là một loài tò vò trong họ Ichneumonidae.